# Esther Garrel
Esther Garrel, född 18 februari 1991 i Paris, är en fransk skådespelerska. Hon är känd från sin medverkan i filmer som 17 Girls (2011), Jealousy (2013) och Call Me by Your Name (2017).

## Biografi
Esther Garrel föddes i Paris. Hennes far är filmskaparen Philippe Garrel och hennes mor är skådespelerskan Brigitte Sy. Hennes bror Louis Garrel och hennes farfar Maurice Garrel är båda skådespelare.

## Karriär
Esther Garrel gjorde sin filmdebut in av faderns filmer  Wild Innocence. Efter det medverkade hon i 17 Girls i regi av Delphine och Muriel Coulin, med världspremiär under filmfestivalen i Cannes 2001, liksom i Youth regisserad av Justine Malle. År 2013 var hon huvudroll tillsammans med sin bror i  Jealousy, regisserad av deras far.
År 2017 spelade hon i Call Me by Your Name, mot Timothée Chalamet, Armie Hammer, och Michael Stuhlbarg, i regi av Luca Guadagnino. Den hade världspremiär på Sundance Film Festival. Efter detta följde filmen Thirst Street regisserad av Nathan Silver som hade sin premiär under Tribeca Film Festival den 21 april 2017  och Lover for a Day regisserad av hennes far med premiär under filmfestivalen i Cannes i maj 2017.

## Filmografi i urval
| År   | Titel                     | Roll                | Kommentar |
| ---- | ------------------------- | ------------------- | --------- |
| 1999 | Zanzibar à Saint-Sulpice  |                     | Kortfilm  |
| 2001 | Wild Innocence            | Little girl         |           |
| 2008 | Mes copains               |                     | Kortfilm  |
| 2008 | The Beautiful Person      | Esther              |           |
| 2008 | Rien dans les poches      | Hélène Manikowski   | TV-film   |
| 2009 | Un chat un chat           | Sibylle             |           |
| 2010 | Where the Boys Are        | Esther              | Kortfilm  |
| 2010 | Armandino e il madre      | Sara                | Kortfilm  |
| 2011 | House of Tolerance        | en prostituerad     |           |
| 2011 | 17 Girls                  | Flavie              |           |
| 2012 | Camille mellan två åldrar | Mathilde            |           |
| 2012 | Les Carrés blancs         | Elle                | Kortfilm  |
| 2013 | Je sens plus la vitesse   | Marthe              | Kortfilm  |
| 2013 | Ennui ennui               | Cher                | Kortfilm  |
| 2013 | Jeunesse                  | Juliette            |           |
| 2013 | Jealousy                  | Esther              |           |
| 2014 | Tu garderas la nuit       | Magda               | Kortfilm  |
| 2015 | Les Jours venus           | Ninon               |           |
| 2015 | Marguerite & Julien       | Berättaren          |           |
| 2015 | L'astragale               | Marie               |           |
| 2016 | Victor ou la piété        | Camille             | Kortfilm  |
| 2016 | Après Suzanne             | Esther              | Kortfilm  |
| 2016 | L'Indomptée               | Lucienne Heuvelmans |           |
| 2017 | Call Me by Your Name      | Marzia              |           |
| 2017 | Thirst Street             | Clémence            |           |
| 2017 | Lover for a Day           | Jeanne              |           |
| 2018 | The Great Pretender       | Thérèse             |           |
| 2018 | Vivre sans eux            | Adèle Terrazoni     |           |
| 2018 | Vingt-cinq                | Sophie              | TV-serie  |
| 2019 | Sœurs d'armes             | Yaël                |           |
| 2022 | Le Tourbillon de la vie   | Emilie              |           |
| 2023 | Le Grand Chariot          | Martha Burchnar     |           |